# District Council of Elliston
District Council of Elliston is een Local Government Area (LGA) in de Australische deelstaat Zuid-Australië.